# Cercoux
Cercoux är en kommun i departementet Charente-Maritime i regionen Nouvelle-Aquitaine i västra Frankrike. Kommunen ligger  i kantonen Montguyon som ligger i arrondissementet Jonzac. År 2022 hade Cercoux 1 289 invånare.

## Befolkningsutveckling
Antalet invånare i kommunen Cercoux
Referens:INSEE